# Busunfall auf Madeira 2019
Bei einem Busunfall auf Madeira kamen am 17. April 2019 insgesamt 29 Menschen, durchweg deutsche Staatsangehörige, ums Leben.

## Unfallgeschehen
Bei dem Busunfall kam ein Bus des Herstellers Irizar (auf MAN-Fahrgestell) mit einer Reisegruppe aus Deutschland, der auf dem Weg von Caniço, Kreis Santa Cruz nach Funchal, der Hauptstadt der Autonomen Region Madeira, war, schon kurz nach Beginn der Fahrt in Caniço auf abschüssiger Strecke in einer Kurve von der Straße ab und stürzte eine Böschung hinab auf ein Haus.

## Folgen
Bei dem Unfall kamen von den 56 Personen im Bus 28 sofort ums Leben, 28 Personen wurden verletzt. Unter den 28 Verletzten waren zwei Portugiesen, die Reiseführerin und der Busfahrer. Ein Verletzter starb im Krankenhaus, wodurch sich die Zahl der Todesopfer auf 29 (11 Männer und 18 Frauen) erhöhte, die alle aus Deutschland stammten. Viele der Unfallopfer hatten im Hotel Quinta Splendida in Caniço übernachtet. 51 der Unfallopfer hatten ihre Reise beim Veranstalter trendtours Touristik gebucht. 19 Verletzte wurden am Donnerstagnachmittag noch im Krankenhaus behandelt, davon 4 auf der Intensivstation. 8 Personen waren bis dahin bereits entlassen worden. Am 19. April 2019 wurden noch 16 Personen, darunter 14 Deutsche, im Krankenhaus behandelt. Von ihnen schwebte keiner mehr in Lebensgefahr, eine Verlegung nach Deutschland war laut Aussage der Klinikleitung trotzdem noch nicht möglich. Am Samstag wurden 15 Deutsche im MedEvac-Airbus der deutschen Luftwaffe nach Deutschland zurückgeflogen. Eine Deutsche verblieb noch im Krankenhaus auf Madeira, weil sie noch nicht transportfähig war. Auch die beiden portugiesischen Verletzten wurden noch im Krankenhaus behandelt. Die Todesopfer waren auch nach der Obduktion am Samstag, 20. April 2019, im Krankenhaus Dr. Nélio Mendonça in Funchal noch nicht identifiziert, wie es ursprünglich geplant war. Die 29 Leichen der durch den Busunfall Verstorbenen wurden am Donnerstag, dem 2. Mai 2019 in Zinksärgen zum Frankfurter Flughafen nach Deutschland transportiert. Vier Tote stammten aus Brandenburg, und zwölf Tote aus Nordrhein-Westfalen.

## Reaktionen
Der portugiesische Präsident Marcelo Rebelo de Sousa schickte den Opfern und Angehörigen sein Beileid und widerrief die Zusage, am Unfallort zu erscheinen, da die Militärflugzeuge möglicherweise gebraucht würden, um Verletzte auf das Festland zu bringen. Es wurde eine dreitägige Staatstrauer in Portugal angeordnet.
Der deutsche Regierungssprecher Steffen Seibert beklagte die „schrecklichen Nachrichten“ auf Madeira und drückte „sein tiefes Mitleid für all diejenigen aus, die beim Busunfall ihr Leben verloren haben“.
Der deutsche Botschafter in Portugal, Christof Weil, flog am 18. April 2019 von Lissabon nach Madeira. Bundesaußenminister Heiko Maas hat sich am 18. April 2019 mit einem Team von Ärzten, Psychologen und Konsularbeamten des Auswärtigen Amts auf die Reise nach Madeira gemacht, „um selbst mit den Betroffenen zu sprechen und den portugiesischen Freunden unseren Dank für ihre Hilfe auszusprechen“ und ist dort noch am gleichen Tag eingetroffen. Am 19. April 2019 wurde ein Gedenkgottesdienst für die Todesopfer in Funchal mit Überlebenden des Busunglücks und ihren Angehörigen abgehalten.

## Ursache
Die von der portugiesischen Staatsanwaltschaft beauftragte Untersuchung des Wracks hat keine technischen Defekte ergeben. Die anfangs verbreitete Hypothese von versagenden Bremsen ist somit hinfällig. Nach Abschluss ihrer Untersuchungen hat die Staatsanwaltschaft nun den Fahrer angeklagt. Sie wirft ihm riskante Fahrweise vor. Die Anklageschrift ist noch nicht veröffentlicht, der Prozess noch nicht eröffnet.